# Louisa Jenkins
Pour les articles homonymes, voir Jenkins.
Louisa Jenkins, née le 21 décembre 1965, est une coureuse cycliste américaine.

## Palmarès sur route
- 1988
  - 1re étape de Cascade Cycling Classic
  - 3e de Cascade Cycling Classic
- 1992
  - Killington Stage Race
    - Classement général
    - 1re et 3e étapes

  - 3e de Japan Cup
- 1993
  - Killington Stage Race
    - Classement général
    - 5e étapes
- 1994
  - 2e de Fitchburg Longsjo Classic
- 1995
  - 3e de International Tour de Toona
- 1997
  -  Championne des États-Unis sur route

### Grands tours

#### La Grande Boucle
3 participations
- Tour cycliste féminin
  - 1992 : 8e
  - 1993 : 10e
  - 1997 : 26e